# Unforgettable: A Tribute to Dinah Washington
Unforgettable: A Tribute to Dinah Washington es el séptimo álbum de Aretha Franklin editado en 1964 y en el cual interpreta grandes clásicos de Dinah Washington.
El sello discográfico Columbia se había empeñado en catalogar a Aretha como una "dama jazz", por lo que aprovechando la devoción de esta por el género, y en especial artistas como Dinah Washington, aprovecharon en 1964 para que hicieran su primer álbum íntegro de jazz. En este tributo canta temas míticos como "Unforgettable" y "What a difference a day made".

## Lista de canciones
1. "Unforgettable" (Gordon) - 3:39
2. "Cold, Cold Heart" (Williams) - 4:35
3. "What a Diff'rence a Day Made" (Adams, Grever) - 3:30
4. "Drinking Again" (Mercer, Tauber) - 3:28
5. "Nobody Knows the Way I Feel This Morning" (Delaney, Delaney) - 5:10
6. "Evil Gal Blues" (Feather, Hampton) - 2:40
7. "Don't Say You're Sorry Again" (Berman) - 2:45
8. "This Bitter Earth" (Otis Redding) - 4:33
9. "If I Should Lose You" (Rainger, Robin) - 3:36
10. "Soulville" (Glover, Levy, Turner) - 2:20
11. "Lee Cross" (White) - 3:19

## Créditos
- Bob Asher - Trombón
- Teddy Charles - Vibráfono
- Gary Chester - Batería
- George Duvivier - Bajo
- Aretha Franklin - Piano, Voz
- Paul Griffin - Órgano
- Ernie Hayes - Órgano, Piano
- Buddy Lucas - Armónica, Saxo (Tenor)
- Robert Mersey - Arreglista
- Ernie Royal - Trompeta

- Datos: Q3549906